# Bougainvillegoudlijster
De bougainvillegoudlijster (Zoothera atrigena) is een zangvogel uit de familie Turdidae (lijsters). Eerder werd deze vogel beschouwd als een ondersoort van de bismarckgoudlijster (Zoothera talasae).

## Verspreiding en leefgebied
Deze soort komt voor in de bergen van het eiland Bougainville in de noordelijke Salomonseilanden.